# Національний музей Чорногорії
Національний музей Чорногорії (чорн. Narodni muzej Crne Gore) розташований в історичній столиці Чорногорії Цетинє та об'єднує декілька музеїв різної тематики. Проводяться екскурсії чорногорською, англійською, французькою, німецькою, італійською та російською мовами.

## Розділи

### Історичний музей Чорногорії
Разом із Художнім музеєм знаходиться в колишньому будинку уряду. Розповідає про дослов'янський періоді, середньовіччя, про заснування Чорногорії (1796—1878), сучасність (1878—1916), Чорногорію у складі Югославії (із 1918 року).

### Етнографічний музей Чорногорії
Заснований в 1951 році. Знаходиться в колишньому приміщенні посольства Сербії. У його колекції експонати харчування, текстилю, одягу, зброї, музичних інструментів, а також велика експозиція національного мистецтва.

### Художній музей Чорногорії
Спочатку називався Чорногорською картинною галереєю. Заснований в 1850 році. Розташований в колишньому будинку уряду разом із Історичним музеєм Чорногорії. Складається з п'яти частин: колекція народу Югославії, колекція ікон, колекція чорногорських картин, пам'ятна колекція Міліци Сарич-Вукманович, колекція копій настінних кам'яних фресок. Художня колекція являє собою картини XIX—XX століть, що написані представниками різних напрямів і національностей Югославії. У пам'ятній колекції Міліци Сарич-Вукманович зберігаються твори Ренуара, Шагала, Далі, Пікассо та інших художників.

### Музей короля Ніколи
Із 1926 року в будівлі колишньої резиденції короля Николи I знаходиться музей, де представлена колекція картин, зброї, особистих речей королівської сім'ї та інших історичних цінностей.

### Більярда
Палац, зведений в якості резиденції Петра II Петровича Негоша. У дворі Більярди знаходиться рельєфна карта Чорногорії.

### Будинок Негоша
Знаходиться в селі Негуші. Будинок-музей початку XIX століття, в якому народився владика Петро II.